# Lee Man Football Club
Maillots
Actualités
Le Lee Man Football Club (en chinois : 理文足球會), plus couramment abrégé en Lee Man, est un club hongkongais de football fondé en 2017 et basé à Kowloon à Hong Kong.

## Histoire
Le club est fondé le 6 juin 2017 par la société Lee & Man Paper, auparavant la société était le sponsor principal des Hong Kong Rangers qui jouaient la saison 2016-2017 sous le nom de Lee Man Rangers. À la fin de la saison, le groupe décide de créer son propre club puis en payant 1 million de HKD il achète sa place dans la première division hongkongaise.
Lors de sa première saison, le club termine à la huitième place (sur dix). Ils gagnants leur premier trophée, la Coupe Sapling de Hong Kong de football en 2018-19 avec Chan Hiu Ming.   En 2019-2020, le club est à la deuxième place lorsque le championnat est arrêté à cause de la pandémie de Covid-19, le championnat reprend quelques mois plus tard avec un nombre de participants réduit et le club termine à la 4e place. Il se qualifie pour sa première compétition continentale, la Coupe de l'AFC 2021 où il terminera premier de son groupe. Il sera ensuite éliminé en finale inter-zones par le club ouzbek Nasaf Qarshi.
Le Lee Man FC participe également à l'édition 2022 de la Coupe de l'AFC mais sera deuxième de groupe derrière un autre club hongkongais, le Eastern SC.
Le club est sacré champion de Hong Kong pour la première fois de son histoire en 2024.

## Palmarès
- Championnat de Hong Kong
  - Champion :  2023-2024
  - Vice-champion : 2024-2025